# Acumontia armata
Acumontia armata is een hooiwagen uit de familie Triaenonychidae. De wetenschappelijke naam van Acumontia armata gaat  terug op Loman.